# Harry’s New York Bar

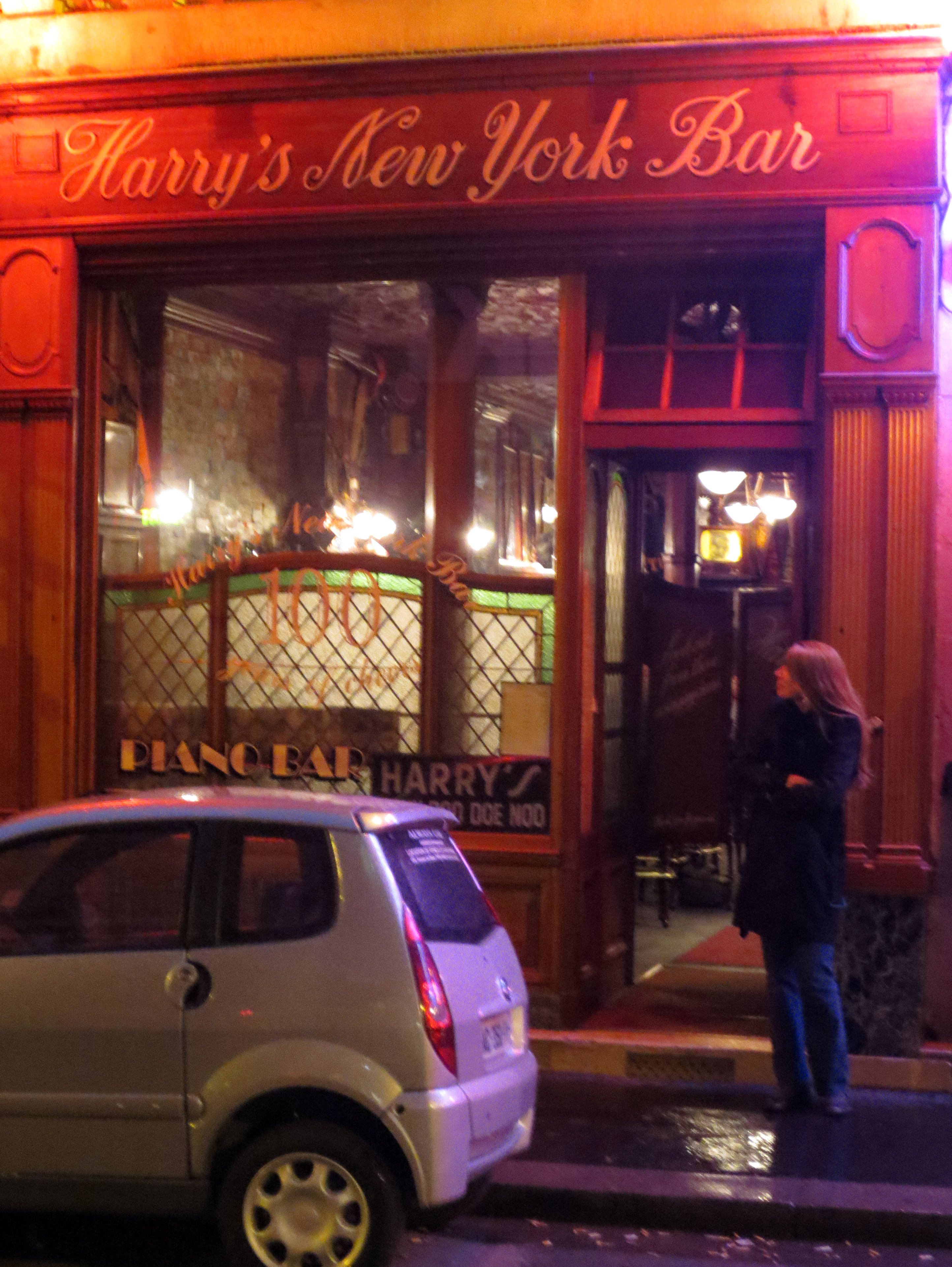
Eingang zu Harry’s New York Bar

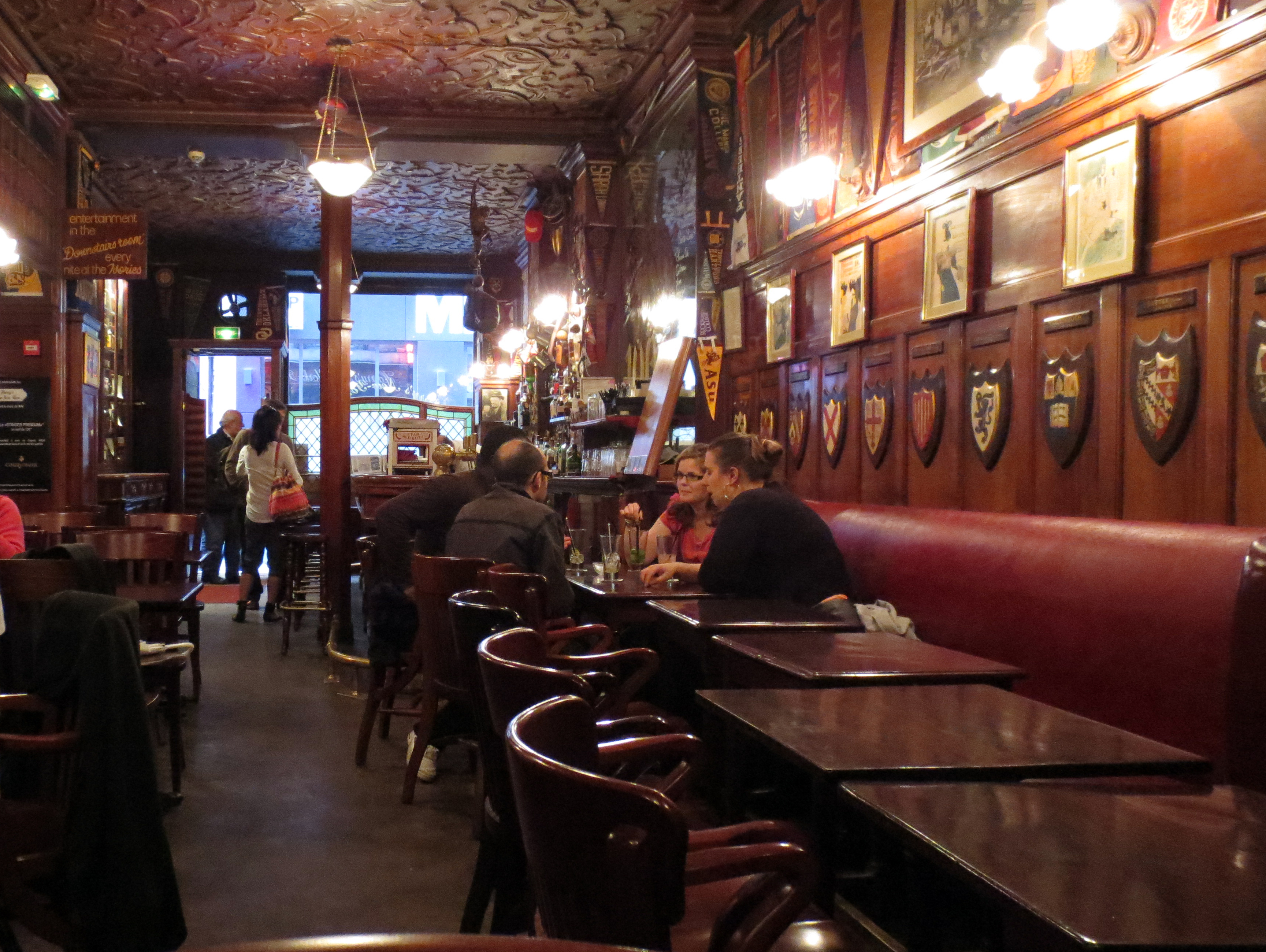
Inneneinrichtung

Harry’s New York Bar – kurz auch als „Harry’s Bar“ bekannt – ist eine Bar in Paris, sie liegt in der Nähe der Pariser Oper in der Rue Daonou Nr. 5 im 2. Arrondissement. Zu Harry’s Bar in Venedig besteht keine Verbindung.
Das Lokal wurde am Thanksgiving Day 1911 von dem amerikanischen Jockey Tod Sloane unter dem Namen „New York Bar“ gegründet, der im Herzen von Paris eine kleine Ecke Manhattan schaffen wollte, wo original amerikanische Cocktails serviert wurden wie in einer amerikanischen Stehkneipe. Harry MacElhone, ein Schotte aus Dundee, wurde als erster Barkeeper engagiert, übernahm die Bar 1923 von Sloane und gab ihr den heutigen Namen. Sie ist weiter im Besitz der Familie.
Harry’s New York Bar war in den 1920er Jahren ein Anlaufplatz für die Expats, im Ausland lebende Amerikaner und Schriftsteller der Lost Generation, ein von Gertrude Stein geprägter Ausdruck für Autoren wie F. Scott Fitzgerald und Ernest Hemingway, und ist der Geburtsort berühmter Cocktails wie Bloody Mary, French 75, White Lady, Sidecar und Blue Lagoon.
Prominente wie Humphrey Bogart, Clint Eastwood, Coco Chanel, Rita Hayworth und der Duke of Windsor waren hier oft gesehene Gäste. Im „Ivories“, der Piano Bar im Harry’s, soll George Gershwin die Tondichtung Ein Amerikaner in Paris komponiert haben.
Seit 1924 wird in der Bar als Gag und zum Vergnügen der in Paris lebenden Amerikaner eine Probeabstimmung für die Präsidentschaft in Amerika durchgeführt. Der Spruch „Just tell the taxi driver: Sank Roo Doe Noo“ (als Aussprachehilfe für die Adresse der Bar, französisch cinq, rue Daonou) wurde für Generationen von Amerikanern Visitenkarte und Slogan der Bar.